# 福州高新技术产业开发区

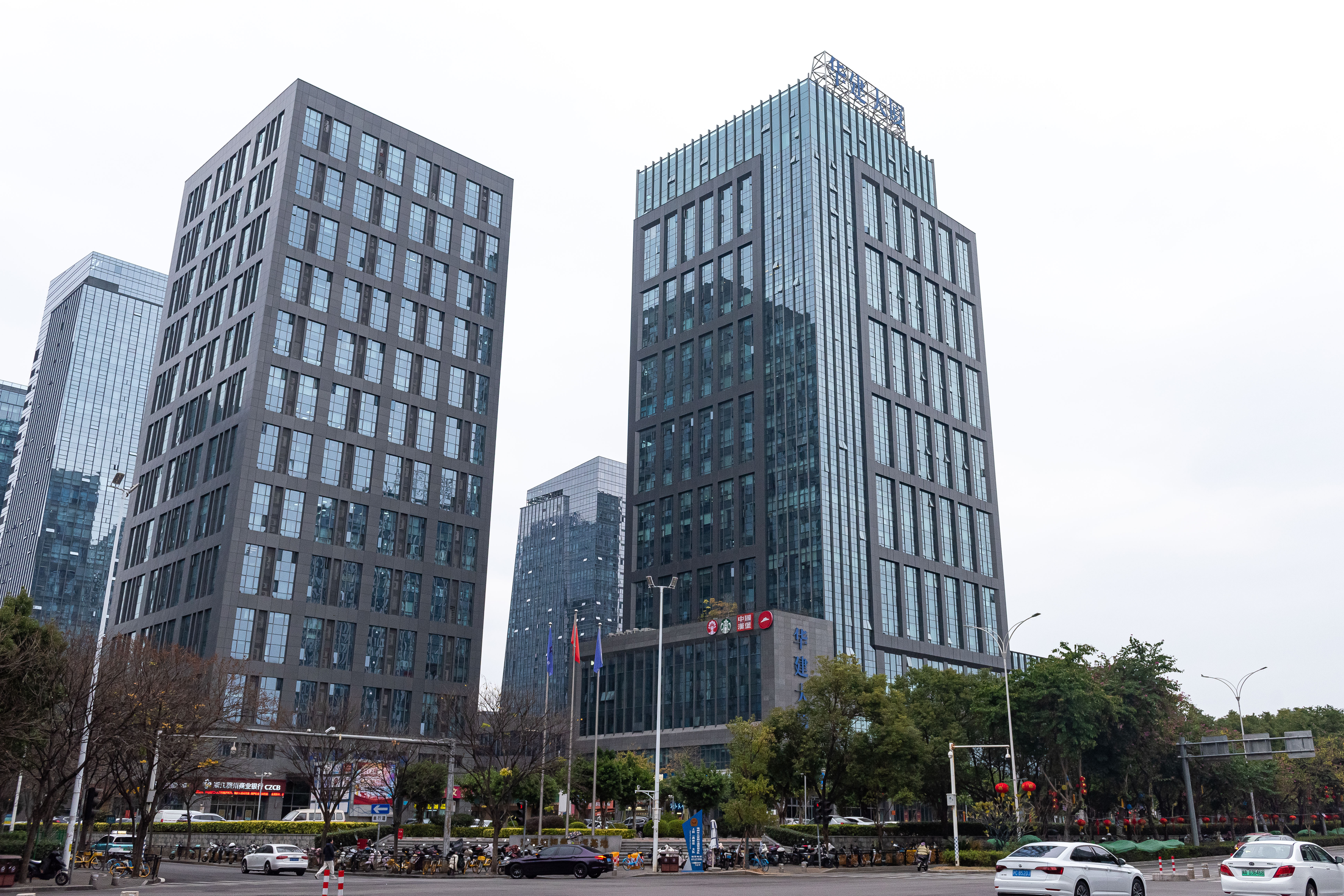
福州高新区厚庭片区

福州高新技术产业开发区位于福建省福州市，是1992经国务院批准建立的国家高新技术产业开发区，2013年起托管闽侯县南屿镇和上街镇建平、厚庭、新洲、马排和马保五村，2022年起托管仓山区建新镇冠洲村、红江村（生产队），托管区域总面积约185平方公里。

## 经济情况
- 2012年：福州高新技术产业开发区全年完成工业总产值630亿元，整长10.5%；总收入620亿元，整长10%；
- 2012年：福州高新技术产业开发区实现利润总额35亿元整长11%；出口总额36亿美元10.2%；实交税金19亿元10.8%[2]。